# MocArty 2012
Treść tego artykułu może nie być zgodna z zasadami neutralnego punktu widzenia.
Dokładniejsze informacje o tym, co należy poprawić, być może znajdują się w dyskusji tego artykułu.
 Po wyeliminowaniu niedoskonałości należy usunąć szablon [[Szablon:Dopracować|]] z tego artykułu.
MocArty 2012 – trzecia edycja nagród MocArty RMF Classic za rok 2012. Gala odbyła się 25 lutego 2013 w Warszawie.

## Nominacje i laureaci
Podano oryginalne uzasadnienia nominacji.

### Człowiek Roku
- Wojciech Kilar za wszystko, co przekazuje nam w swojej muzyce, za serię koncertów i płyt z jego kompozycjami, które uświetniły 80. urodziny Mistrza, za skromność i bycie „Wielkim w cieniu”. Za to, że jest.
- Agnieszka Morawińska, dyrektor Muzeum Narodowego w Warszawie za odwagę i determinację w zmienianiu wizerunku instytucji, która sama stała się czymś w rodzaju eksponatu, a także za znakomitą wystawę inauguracyjną „Wywyższeni. Od faraona do Lady Gagi”. „Żelazna Dama”, która nie mieści się w muzealnych ramach!
- Krzysztof Penderecki za nieustającą gotowość na eksperymenty w muzyce i realizację projektu „Penderecki/Greenwood” (Nonesuch, 2012), a także za konsekwencję i upór, dzięki którym doprowadził do ukończenia budowy Europejskiego Centrum Muzyki w Lusławicach. Klasyk XX i XXI wieku, który nie stoi na piedestale!
- Jerzy Stuhr za danie nam przykładu odwagi, siły i niezłomności ducha w walce z chorobą, za intymne wyznania w dzienniku „Tak sobie myślę” (Wydawnictwo Literackie, 2012) i za wielki zawodowy powrót na scenę w stylu godnym Mistrza.
- Michał Urbaniak za późny, ale jakże udany debiut aktorski i autentyczną kreację w filmie „Mój Rower”, a także za konsekwentną realizację projektu „Urbanator Days”, czyli inwestycję w młodych, którzy kochają grać niezależnie od stylu i gatunku. Iskrzące połączenie elektrycznych skrzypiec i elektryzującej osobowości!

### Wydarzenie Roku
- „Jesteś Bogiem” – reżyseria Leszek Dawid, scenariusz Maciej Pisuk. Historia nastolatków ze śląskiego blokowiska, która przyciągnęła do kin półtora miliona widzów i stała się najpopularniejszym polskim filmem minionego roku. Siła hip-hopowej legendy w rękach pary znakomitych filmowców.
- Jubileusz 60-lecia Janusza Olejniczaka – wirtuoz, indywidualista i wrażliwy romantyk od lat wiedzie prym w czołówce najlepszych polskich pianistów. Jubileuszowy album „Janusz Olejniczak. Koncerty” (Sony Music, 2012) jest przypieczętowaniem wielkiej, artystycznej klasy Jubilata.
- Kampania „Legalna Kultura” - pierwsza liga polskich artystów w służbie słusznej idei - korzystania z legalnych źródeł kultury. Brawo za uruchomienie unikatowej na skalę kraju bazy LEGALNYCH ŹRÓDEŁ i dotarcie z tym przesłaniem do młodych odbiorców.
- „Tajny Dziennik” Miron Białoszewski (Znak, 2012) – jeden z bardziej niezwykłych dzienników w polskiej literaturze, „odtajniony” 29 lat po śmierci pisarza. Białoszewski po raz pierwszy pokazuje, jak stał się tym, kim był. Może i my jesteśmy o krok bliżej odkrycia jego tajemnicy?
- Otwarcie nowej siedziby Filharmonii i Opery Podlaskiej - Europejskiego Centrum Sztuki w Białymstoku, 16 tysięcy metrów kwadratowych powierzchni, nowoczesna Duża Scena, kilka mniejszych sal koncertowych i zaskakujące rozwiązania technologiczno-akustyczne. To dziś największa instytucja artystyczna w północno-wschodniej Polsce. Jak na premiery - to tylko na Podlasie!

### Muzyka Filmowa Roku
- „Anna Karenina” Dario Marinelli (Decca, 2012) – zmysłowość podszyta cieniem i smutna tajemnica w oczach Keiry Knightley. Niezawodny Marianelli każdym dźwiękiem podbija malarskie kadry kolejnej ekranizacji wielkiej, rosyjskiej klasyki. Wysmakowane, subtelne, dwuznaczne.
- „Operacja Argo” Alexandre Desplat (Water Tower Music, 2012) – muzyczny thriller na głosy i egzotyczne instrumenty, stworzony przez jednego z najmodniejszych kompozytorów Hollywood. Brawo za pomysłowe wykorzystanie ludzkiego głosu i uchwycenie klimatu niepokoju i napięcia.
- „Atlas chmur” Johnny Klimek, Reinhold Heil, Tom Tykwer (Water Tower Music, 2012) – kameralnie, subtelnie i prosto - w kontrze do skomplikowanej fabuły. W roli głównej wytrawni muzycy ze znakomitej Radiowej Orkiestry Symfonicznej z Lipska, a w trakcie napisów końcowych jeden z najpiękniejszych tematów muzycznych ostatniego roku.
- „Gangster” Nick Cave, Warren Ellis (Sony Music, 2012) – muzyczna podróż na prowincję Ameryki Północnej lat 30. XX wieku, do krainy country, bluegrass'u i chropowatych, męskich głosów. Najbardziej autentyczna muzyka filmowa ubiegłego roku - jest jak szorstka, surowa ballada przy butelce czegoś mocniejszego.
- „Skyfall” Thomas Newman i tytułowa piosenka „Skyfall” - kompozycja Paul Epworth, wykonanie Adele (Sony Music, 2012) – klasyczna ścieżka kina akcji i kolejny, przebojowy akcent w kolekcji bondowskich piosenek. Agent Secret Service i diva brytyjskiego popu dają nam się poznać jako posiadacze wspólnej „licencji na zasłuchanie”!

### Rzecz z Klasą
- limitowana seria t-shirtów - „Pisarze na lato/a”. Nowatorski pomysł Instytutu Książki na gadżet, który dzięki swojej atrakcyjności wizualnej w nietuzinkowy sposób przyczynia się do promocji czytelnictwa w Polsce. Koszulki z portretami polskich pisarzy to wyjście z inicjatywą do młodych ludzi i pokazanie im czytelnictwa, jako modnej i atrakcyjnej formy spędzania czasu.
- Małopolski Ogród Sztuki w Krakowie: świeże podejście do tradycji sztuki teatralnej, połączone ze stworzeniem przestrzeni dla młodych ambitnych artystów i umożliwienie im wejścia w świat wielkich twórców i wydarzeń. MOS to także nowoczesna siedziba wkomponowana w architekturę krakowskiego Starego Miasta, a przy tym przystosowana do działań nowatorskich i awangardowych.
- tkaniny Architextiles - trójwymiarowe materiały o unikatowym splocie i wzornictwie, stanowiące połączenie sztuki użytkowej z artyzmem. To nie tylko podniesienie tkanin do rangi dzieła sztuki, ale także nadanie im nowej jakości, wykorzystywanej w takich dziedzinach jak architektura, wystrój wnętrz i moda.
- fotel Romana Modzelewskiego RM58. To wskrzeszenie ikony polskiego designu z drugiej połowy XX wieku i docenienie jej ponadczasowego piękna. To także przypomnienie ważnej dla polskiego środowiska artystycznego postaci Romana Modzelewskiego (twórcy i rektora łódzkiej ASP) oraz uczczenie jubileuszu 100-lecia jego urodzin.
- telewizor Samsung Smart TV. Nominacja za innowacyjną technologię sterowania telewizorem za pomocą gestów i głosu, która pozwala łatwo włączyć lub wyłączyć odbiornik, zmienić kanał, włączyć wybraną aplikację lub przeszukiwać Internet. Telewizor Samsung Smart TV wyróżnia się także eleganckim - acz minimalistycznym designem, dzięki któremu odbiornik idealnie wkomponowuje się w każde domowe wnętrze.

## Nagroda Specjalna Bo wARTo!
- Balbina Bruszewska
- Jan Komasa
- Michał Marczak
- Katarzyna Rosłaniec
- Piotr Złotorowicz

Zwycięzcę kategorii dla młodego reżysera wybrała Kapituła ustanowiona przez RMF Classic, w składzie:
1. Agnieszka Odorowicz – dyrektor Polskiego Instytutu Sztuki Filmowej
2. Janusz Gajos – aktor (wręczył statuetkę laureatowi)
3. Juliusz Machulski – reżyser, przewodniczący Kapituły
4. Tomasz Raczek – krytyk filmowy, redaktor naczelny miesięcznika „Film”

## Nagroda Specjalna „Twój Styl”
- Justyna Pochanke